# Regeringen Philippe I
Regeringen Philippe I var den 40:e regeringen under den femte franska republiken. Den leddes av Édouard Philippe som utsågs till Frankrikes premiärminister den 15 maj 2017. Regeringen tjänade under Emmanuel Macron som Frankrikes president.

## Ministrar
|  | Titel                                                                          | Namn                  | Parti             |  |
|  | ------------------------------------------------------------------------------ | --------------------- | ----------------- |  |
|  | Premiärminister                                                                | Édouard Philippe      | LR                |  |
|  | Europa- och utrikesminister                                                    | Jean-Yves Le Drian    | PS                |  |
|  | Miljö- och energiminister                                                      | Nicolas Hulot         | Oberoende         |  |
|  | Utbildningsminister                                                            | Jean-Michel Blanquer  | LREM              |  |
|  | Ekonomi- och finansminister                                                    | Bruno Le Maire        | LREM              |  |
|  | Social- och hälsominister                                                      | Agnès Buzyn           | Oberoende vänster |  |
|  | Försvarsminister                                                               | Sylvie Goulard        | LREM              |  |
|  | Justitieminister                                                               | François Bayrou       | MoDem             |  |
|  | Arbetsmarknadsminister                                                         | Muriel Pénicaud       | LREM              |  |
|  | Jordbruks- och livsmedelsminister                                              | Jacques Mézard        | PRG               |  |
|  | Inrikesminister                                                                | Gérard Collomb        | LREM              |  |
|  | Minister för regional sammanhållning och bostäder                              | Richard Ferrand       | LREM              |  |
|  | Kultur                                                                         | Françoise Nyssen      | Oberoende vänster |  |
|  | Jämställdhetsminister                                                          | Marlène Schiappa      | LREM              |  |
|  | Minister med ansvar för statlig förvaltning                                    | Gérald Darmanin       | LR                |  |
|  | Minister med ansvar för Frankrikes utomeuropeiska områden                      | Annick Girardin       | PRG               |  |
|  | Sportminister                                                                  | Laura Flessel-Colovic | Etikettlös        |  |
|  | Minister för högre utbildning, forskning och innovation                        | Frédérique Vidal      | Oberoende vänster |  |
|  | Transportminister (under miljöministern)                                       | Élisabeth Borne       | LREM              |  |
|  | Minister med ansvar för europeiska frågor (under Europa- och utrikesministern) | Marielle de Sarnez    | MoDem             |  |